# Škoda 40T
Škoda 40T (торгова назва ForCity Smart Plzeň) – тип трамвая, серії Škoda ForCity, що випускається з 2021 року на заводах Škoda Transportation. 
Plzeňské městské dopravní podniky (PDMP) замовив загалом 22 трамваїв.

## Дизайн
Škoda 40T структурно походить від трамвая Škoda Artic, який експлуатується в Гельсінкі
. 
Це трисекційний, двосторонній, повністю низькопідлоговий трамвайний вагон. По обидва боки кузова розташовано п'ять дверей. Салон трамвая кондиціонований 
.

## Поставки
У 2018 році оператор PDMP оголосив тендер на поставку 22 нових низькопідлогових трамваїв, зокрема через заплановане відкриття трамвайної лінії до Борське поле. 
Єдиним учасником тендеру була компанія «Škoda Transportation» з Пельзену. 
Обидві сторони підписали угоду на суму понад один мільярд крон 9 жовтня 2019 року 
, 
через рік виробник завершив проектні роботи та представив остаточний вигляд трамваїв 
.
Перший трамвай був доставлений PDMP у липні 2021 року 
, 
з серпня 
 
по жовтень 2021 року цей вагон під номером 385 пройшов кількамісячні тестові рейси без пасажирів. 

Після цього відбулися тестові заїзди з пасажирами (перший рейс 9 листопада 2021 р.), другий вагон № 386, поставлений у жовтні 2021 року, проходив омологаційні випробування. 
Обидва трамваї були передані PDMP 29 квітня 2022 року після затвердження типу та отримання ліцензій. 

У 2022 році виробник мав поставити ще десять вагонів, решту десять — у 2023 році. 

Однак були затримки, тому поставки перших десяти трамваїв почалися навесні 2023 року, а решту десяти — буде поставлено в 2025 році. 